# Dimitris Rizos
Dimitris Rizos (grekiska: Δημήτρης Ρίζος), född 7 oktober 1976 i Lekani, är en grekisk före detta fotbollsmålvakt. Under sin karriär spelade han bland annat för Olympiakos Nicosia, PAOK och Doxa Katokopia.